# 10. junij
10. junij je 161. dan leta (162. v prestopnih letih) v gregorijanskem koledarju. Ostajajo še 204 dnevi.

## Dogodki
- 1099 – križarji pred Jeruzalemom ob pomoči pravkar prispelih ladij iz Genove in Anglije zgradijo dva oblegovalna stolpa; enemu poveljuje Godrif Boullonski, drugemu pa Bohemund Tarentski; po ganljivi pridigi Petra Puščavnika planejo nad obzidje in ga 15. junija 1099 tudi zavzamejo
- 1610 – prvi nizozemski kolonisti se naselijo na Manhattnu
- 1829 – prva veslaška regata med posadkama univerz Oxford in Cambridge
- 1846 – Kalifornija razglasi neodvisnost od Mehike
- 1857 – kanadska skupščina izglasuje uvedbo decimalnega denarnega sistema
- 1884 – izhajati začne humoristični list Novi brencelj
- 1886 – izbruh novozelandskega ognjenika Mount Tarawera zahteva 153 smrtnih žrtev in uniči slovite Rožnate in bele terase (podobne Pamukkalam v Turčiji)
- 1898 – ameriški marinci se izkrcajo na Kubi
- 1915 – Britanci osvojijo do takrat nemški Kamerun
- 1918 – Italijani pri Premudi potopijo avstro-ogrsko bojno ladjo SMS Szent Istvan
- 1935 – William Griffith Wilson in Robert Holbrook Smith v New Yorku ustanovita društvo anonimnih alkoholikov
- 1940:
  - Italija napove vojno Franciji in Združenem kraljestvu
  - nemške enote pod vodstvom generala Erwina Rommla dosežejo Rokavski preliv
  - Kanada napove vojno Italiji
  - Norveška se vda Nemčiji
  - francoska vlada zapusti Pariz
  - zavezniki zapustijo Norveško
- 1942:
  - začetek bitke na Kozari
  - pokol v Lidicah
- 1943:
  - Laszlo Biro patentira kemični svinčnik
  - začetek britanskega osvobajanja otokov Pantelleria, Linosa in Lampedusa
- 1944 – pokol v Oradour-sur-Glane
- 1946 – začetek sojenja Draži Mihajloviću
- 1947 – s tekočega traku pride prvi Saabov avtomobil
- 1955 – v Ljubljani so odprte Križanke
- 1967 – z izraelsko zasedbo Gaze, zahodnega brega Jordana, Sinajskega polotoka in Golanske planote se konča šestdnevna vojna
- 1977 – James Earl Ray pobegne iz zapora
- 1993 – izolirana genska zasnova dinozavrov
- 1997 – med usposabljanjem na Okrešlju se smrtno ponsreči 5 gorskih reševalcev
- 1999 – po 79 dnevih se končajo Natovi napadi na ZR Jugoslavijo

## Rojstva
- 940 – Abul Vefa, arabski matematik, astronom († 998)
- 1706 – John Dollond, angleški optik († 1761)
- 1710 – James Short, škotski matematik, optik, astronom († 1768)
- 1803 – Henry Philibert Gaspard Darcy, francoski znanstvenik († 1858)
- 1819 – Gustave Courbet, francoski slikar († 1877)
- 1861 – Pierre Maurice Marie Duhem, francoski fizik, filozof († 1916)
- 1880 – André Derain, francoski slikar († 1954)
- 1899 – Stanislas Czaykowski, poljski avtomobilistični dirkač († 1933)
- 1901 –
  - Antonín Bečvář, češki astronom († 1965)
  - Frederic Loewe, avstrijsko-ameriški skladatelj († 1988)
- 1907 – Fairfield Porter, ameriški slikar († 1975)
- 1913 – Tihon Nikolajevič Hrenikov, ruski skladatelj († 2007)
- 1915 – Saul Bellow, ameriški pisatelj judovskega rodu, nobelovec 1976 († 2005)
- 1921 – Princ Filip, vojvoda Edinburški, mož kraljice Elizabete II. († 2021)
- 1922 – Frances Ethel Gumm - Judy Garland, ameriška filmska igralka († 1969)
- 1923 – Jan Ludvik Hoch - Ian Robert Maxwell, britanski medijski mogotec († 1991)
- 1929 – Edward Osborne Wilson, ameriški biolog
- 1931 – João Gilberto, brazilski pevec in kitarist
- 1934 – Alois Mock, avstrijski pravnik, politik
- 1935 – Vic Elford, britanski avtomobilski dirkač
- 1952 – Ivan Jurkovič, slovenski rimokatoliški nadškof, diplomat in apostolski nuncij
- 1958 – Attilio Tesser, italijanski nogometni trener
- 1963 – Jeanne Tripplehorn, ameriška igralka
- 1973 – Beno Lapajne, slovenski rokometaš
- 1975 – Risto Jussilainen, finski smučarski skakalec
- 1979 – Hasse Pavia Lind, danski lokostrelec
- 1982 – Princesa Magdalena, vojvodinja Hälsinglandska in Gästriklandska
- 1985 – Rok Perko, slovenski smučar

## Smrti
- 323 pr. n. št. – Aleksander Veliki, makedonsko-grški voditelj, vojskovodja (* 356 pr. n. št.)
- 223 – Lju Bej, ustanovitelj kitajskega cesarstva Šu Han (* 161)
- 1075 – Ernest, avstrijski mejni grof (* 1027)
- 1141 – Rihenza Northeimska, saksonska vojvodinja, rimsko-nemška cesarica, soproga Lotarja III. (* 1087)
- 1190 – Friderik Barbarossa, cesar Svetega rimskega cesarstva (* 1122)
- 1247 – Rodrigo Jiménez de Rada, španski zgodovinar, nadškof Toleda (* 1170)
- 1338 – Kitabatake Akiie, japonski plemič Južnega dvora (* 1318)
- 1424 – Ernest Železni, habsburški vladar (* 1377)
- 1437 – Ivana Navarrska, regentinja Bretanje, angleška kraljica (* 1370)
- 1439 – Jožef II., konstantinopelski patriarh (* 1360)
- 1580 – Luis de Camões, portugalski pesnik (* 1524)
- 1588 – Valentin Weigel, nemški teolog, filozof in mistik (* 1533)
- 1654 – Alessandro Algardi, italijanski kipar (* 1598)
- 1800 – Johann Abraham Peter Schulz, nemški skladatelj (* 1747)
- 1806 – Eugenius Bulgaris, grški teolog, filozof (* 1716)
- 1836 – André-Marie Ampère, francoski fizik (* 1775)
- 1849 – Thomas Robert Bugeaud, francoski maršal (* 1784)
- 1858 – Robert Brown, škotski botanik, biolog (* 1773)
- 1899 – Ernest Chausson, francoski skladatelj (* 1855)
- 1901 – Robert Williams Buchanan, angleški pesnik, pisatelj, dramatik (* 1841)
- 1902 – Jacint Verdaguer, katalonski pesnik (* 1845)
- 1912 – Anton Aškerc, slovenski pesnik, duhovnik (* 1856)
- 1918 – Arrigo Boito, italijanski pesnik, pisatelj, skladatelj (* 1842)
- 1924 – Giacomo Matteotti, italijanski socialistični voditelj (* 1885)
- 1926 – Antoni Gaudí, katalonski arhitekt (* 1852)
- 1934 – Frederick Delius, angleški skladatelj (* 1862)
- 1937 – Robert Laird Borden, kanadski predsednik vlade (* 1854)
- 1940 – Marcus Garvey, afro-jamajški založnik, novinar, podjetnik, prerok, mednarodni križar črnskega nacionalizma (* 1887)
- 1943 – Mulaj Abd al-Aziz, sultan Maroka (* 1881)
- 1948 – Mickey Marcus, judovski ameriški častnik, general (* 1902)
- 1949
  - Sigrid Undset, norveška pisateljica, nobelovka 1928 (* 1882)
  - Filippo Silvestri, italijanski entomolog (* 1873)
- 1958 – Angelina Weld Grimke, ameriška novinarka, pesnica (* 1880)
- 1973 – Erich von Manstein, nemški feldmaršal (* 1887)
- 1976 – Adolph Zukor, ameriški poslovnež madžarskega rodu (* 1873)
- 1982 – Rainer Werner Fassbinder, nemški filmski režiser (* 1945)
- 1998 – Hammond Innes, angleški pisatelj (* 1914)
- 2000 – Hafez al-Asad, sirski predsednik (* 1930)
- 2002 – John Gotti, ameriško-italijanski mafijec (* 1940)
- 2003 – Phil Williams, valižanski politik, znanstvenik (* 1939)
- 2004 – Ray Charles, ameriški pevec soula (* 1930)
- 2016
  - Christine Grimmie, Ameriška pevec (* 1994)
  - Gordie Howe (* 1928)

## Prazniki in obredi
- Portugalska – narodni dan